# Saint-Pierre-la-Garenne
Saint-Pierre-la-Garenne település Franciaországban, Eure megyében. Lakosainak száma 923 fő (2022. január 1.). Saint-Pierre-la-Garenne Notre-Dame-de-l’Isle, La Chapelle-Longueville, Saint-Pierre-de-Bailleul, Saint-Aubin-sur-Gaillon, Port-Mort és Gaillon községekkel határos.

## Népesség
A település népessége az elmúlt években az alábbi módon változott:
| Lakosok száma | 734  | 814  | 948  | 874  | 955  | 939  | 912  | 911  | 918  | 923  |
|               | 1968 | 1982 | 1990 | 2006 | 2013 | 2015 | 2017 | 2019 | 2020 | 2022 |